# Єрьомка Микола Іванович
Микола Іванович Єрьомка (нар. 17 лютого 1956, Степне) — український живописець і педагог; член Спілки художників України з 1992 року.

## Біографія
Народився 17 лютого 1956 року в селищі Степному (нині село Волноваського району Донецької області України). 1978 року закінчив Одеський педагогічний інститут, де навчався, зокрема, у Олексіяй Лихоліта, Л. Любарської.
З 1980 року працював викладачем дитячої художньої школи у місті Єнакієвому. Потім на твочій роботі. Мешкав у Єнакієвому в будинку на проспекті Гагаріна, № 2 а, квартира № 36.

## Творчість
Працює у галузі станкового живопису. Серед робіт:
- «Сутінки» (1986);
- «Чищення картоплі» (1989);
- «Рожевий вечір» (1989);
- «Скрипка» (1990);
- «Спогади» (1991);
- «Осінні промені» (1993);
- «Тривожна весна» (1994);
- «Тиша» (1995);
- «Відображення у дзеркалі» (1996);
- «Ранок» (1997);
- «Зимова ніч» (2000);
- «Вечір на околиці» (2002);
- «Мелодія дощу» (2003);
- «Ранок» (2005);
- «Осінній натюрморт» (2006);
- «Сон» (2007);
- «Вечірня мелодія» (2008);
- «Світлана» (2008).

Бере участь в обласних мистецьких виставках з 1983 року, всеукраїнських — з 1986 року. Персональна виставка відбулася у Єнакієвому у 1989 році.